# Thomas Haberkamp
Thomas Haberkamp (* 1954) ist ein deutscher Jazzmusiker (Alt- und Sopransaxophon, Komposition, Orchesterleitung) und Manager des Jugendjazzorchesters NRW.

## Leben und Wirken
Haberkamp studierte Musikwissenschaft und Publizistik an der Universität Münster. Musikalisch wurde er zunächst durch Glen Buschmann geprägt und spielte 1980 in dessen Dortmunder Jazzensemble Fun. Dann war er Mitglied des Jugendjazzorchesters NRW. Er erhielt eine Klassik- und Jazzausbildung an den Musikhochschulen in Münster, Köln und Dortmund. Seit 1981 lehrte er in Dortmund, an der Folkwangschule Essen und zwischen 2002 und 2004 als Gastprofessor an der Belarussischen Staatlichen Musikakademie in Minsk.
Haberkamp ist Gründungsmitglied des Saxophonquartetts MultiColore, das als „eines der vielseitigsten Kammermusikensembles Deutschlands“ (Ruhr Nachrichten) bewertet wird. Weiterhin tritt er im Duo mit dem Gitarristen Frank Gerstmeier auf. Er ist auch auf Alben mit Jochen Schrumpfs Ceddo und den Straßenjungs zu hören. Seit 1996 ist er Geschäftsführer des Jugendjazzorchesters NRW. Seit 2006 leitet er zudem in Nordrhein-Westfalen den Regionalwettbewerb Jugend musiziert und den Landeswettbewerb Jugend jazzt.
Die Pianistin Clara Haberkamp ist seine Tochter.